# Вщиж
Вщиж — давньоруське місто, що було розташоване над річкою Десна (притока Дніпра), за 50 км на північний захід від міста Брянськ (тепер місто в Росії).
Вщиж було центром удільного Вщизького князівства в 1140–1160-х роках. 1142 року київський князь Всеволод Ольгович посадив у Вщіжі свого брата у перших Володимира Давидовича.
Під 1156 роком Київський літопис згадує Святослава Володимировича як вщизького князя, який 1157 року на короткий час став чернігівським князем, а 1160 року одружився у Вщіжі з донькою Андрія Боголюбського (за Василем Татищевим – Марією).
1160 року чернігівський князь Святослав Ольгович 5 тижнів тримав Вщиж в облозі, та не зміг його здобути. Син Боголюбського Ізяслав допоміг Святославу Володимировичу зняти облогу. Після смерті Святослава Володимировича 1167 року у Вщижі сів син чернігівського князя Святослава Всеволодича (ймовірно, Олег Всеволодович). Пізніше відомості про Вщиж зникають з джерел. 
Розкопками Бориса Рибакова 1940, 1948, 1949 років виявлено дитинець і посад Вщижа.